# Sue Williams (Malerin)
Sue Williams (* 1954 in Chicago Heights / Illinois) ist eine US-amerikanische Malerin und Grafikerin.
1972 studierte sie am California Institute of the Arts, Valencia, CA, 1973 an der Cooper Union, New York, NY, und von 1975 bis 1976 am California Institute of the Arts, Valencia, CA. Seit 1994 hat Williams eine Professur an der Akademie der bildenden Künste Wien.

## Das künstlerische Werk
In Williams’ Werk spiegeln sich vielfältige Felder der amerikanischen Malerei, vom abstrakten Expressionismus bis zu Elementen  populärer Comic-Zeichnungen einerseits, die satirischen Beleuchtung gesellschaftlicher Bedingungen und Erscheinungen in Amerika, wie z. B.  Political Correctness oder die allgegenwärtigen Gewalt andererseits.
In den während der 1990er Jahre entstandenen schwarzweißen Bildern spielt das Thema „männliche Gewalt gegen Frauen“ die dominierende Rolle.
In ihre neueren, durch helle bunte Farben auf den ersten Blick verspielt wirkenden Gemälden, streut sie eine dichte Fülle oder locker hingeworfene Skizzen von Körperteilen, inneren menschlichen Organen und Körperflüssigkeit oder an mikroskopische Aufnahmen von organischem Material erinnernde Elemente über großformatige weiße Leinwände.

## Auszeichnungen
1993 erhielt sie den Guggenheim Fellowship.

## Einzelausstellungen
- 2010 ‘Al-Qaeda Is the CIA’, 303 art gallery New York;
- 1998 Sue Williams. Neue Galerie im Künstlerhaus Graz

## Sammlungen
- Buffalo AKG Art Museum, Buffalo
- Museu Coleção Berardo, Lissabon
- National Museum of African Art Smithsonian Institution Washington
- Nelson Mandela Metropolitan Art Museum, Port Elizabeth
- Sammlung Goetz, München
- Seattle Art Museum
- South African National Gallery, Kapstadt